# Hylocichla mustelina
Hylocichla mustelina là một loài chim trong họ Turdidae.